# 中国とスウェーデンの関係

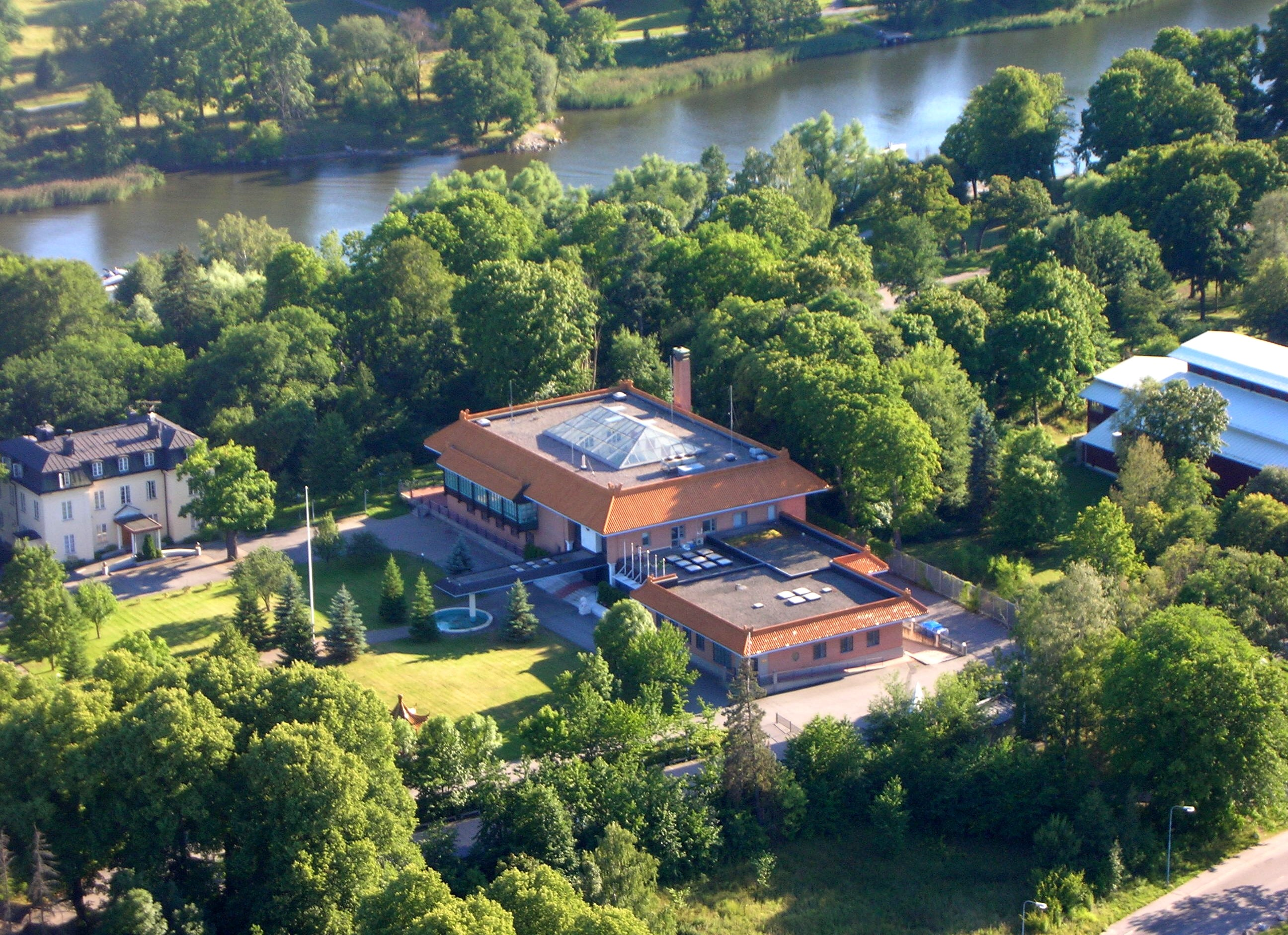
ストックホルムにある中華人民共和国大使館。

中国とスウェーデンの関係（ちゅうごくとスウェーデンのかんけい、簡体字中国語: 中国－瑞典关系、繁体字中国語: 中國－瑞典關係、スウェーデン語: Relationer mellan Kina och Sverige）は、現在の中華人民共和国とスウェーデン王国との二国間関係である。1950年5月9日から、中華人民共和国との国交関係を樹立した。

## 経歴
中国とスウェーデンの関係は17世紀に遡る。スウェーデンは中国と貿易しており、その様を1654年にヨーテボリ号で中国南部を訪れていた、ニルス海軍士官によって、帰国後に記録されている。スウェーデン東インド会社とは1731年から19世紀初めまで取引した。
1913年10月6日、スウェーデン王国は中華民国の国家承認をする。1916年4月13日、中華民国は顔恵慶を公使として派遣した。1947年9月18日、中華民国在スウェーデン公使館は大使館に昇格し、謝維麟公使は大使に昇進した。一方で、1950年1月14日に、スウェーデンは中華人民共和国を承認する。中華人民共和国承認にともない、同年1月19日、中華民国はスウェーデンとの国交は断絶し、大使館は閉鎖した。
同年5月9日には、中華人民共和国とスウェーデンは正式に国交が樹立された。この際には毛沢東がスウェーデンから派遣されたトーステン・ハマシュトロム大使に信任状を送った。当時スウェーデンは、国際連合における中国の席に関し、中華人民共和国の主張を常に支持してきた。
2006年、スウェーデン国王カール16世グスタフとスウェーデン王妃シルヴィアは中国を訪問した。
2010年には、スウェーデンのフレドリック・ラインフェルト首相が中華人民共和国とスウェーデンとの国交樹立60周年を祝った。
2018年9月2日、とある中国人観光客と中国人観光客の両親がスウェーデンに旅行する際、泊まるはずだったホステル側と対立した。原因は、観光客らが予約時間より早く到着したことによるもので、3人の観光客はホステルを離れることを余儀なくされた。中国人観光客は、強制退去の過程で過度な暴力行為を働いたという理由でスウェーデン警察を非難し、この一件は外交紛争に発展していった。中華人民共和国外交部は、スウェーデンへの旅行に関する警告を発表した。
2019年7月、スウェーデンを含む22か国の国連大使は、中国のウイグル人虐待と他の少数民族グループの虐待を非難する国際連合人権理事会への共同書簡に署名し、中国政府に新疆ウイグル再教育キャンプを閉鎖するよう促した。2019年10月には、スウェーデンは欧州連合に対し、中国の地政学的野望に対処するために共通の姿勢を採るよう促した。

## 貿易
2006年、両国間の貿易額は合計で67.3億米ドルである。スウェーデンは欧州連合で中国の9番目に大きな貿易相手国になり、中国は4年連続でアジア最大の貿易相手国となっている。

## 世論
2019年にピュー研究所が発行した調査では、スウェーデン人の70％が中国に対して否定的な見方をしていることが判明した。